# António Barreto
Pour les articles homonymes, voir Barreto et Morais.
António Miguel de Morais Barreto (né à Porto le 30 octobre 1942) est un sociologue et un chroniqueur  portugais. 
Il est Ministre de l'Agriculture et des Pêches du Gouvernement constitutionnel conduit par Mário Soares de 1976 à 1978.
Depuis 2007, il est chercheur à l'Institut de sciences sociales (« Instituto de Ciências Sociais ») de l'Université de Lisbonne.